# کانن پاورشات پرو ۱

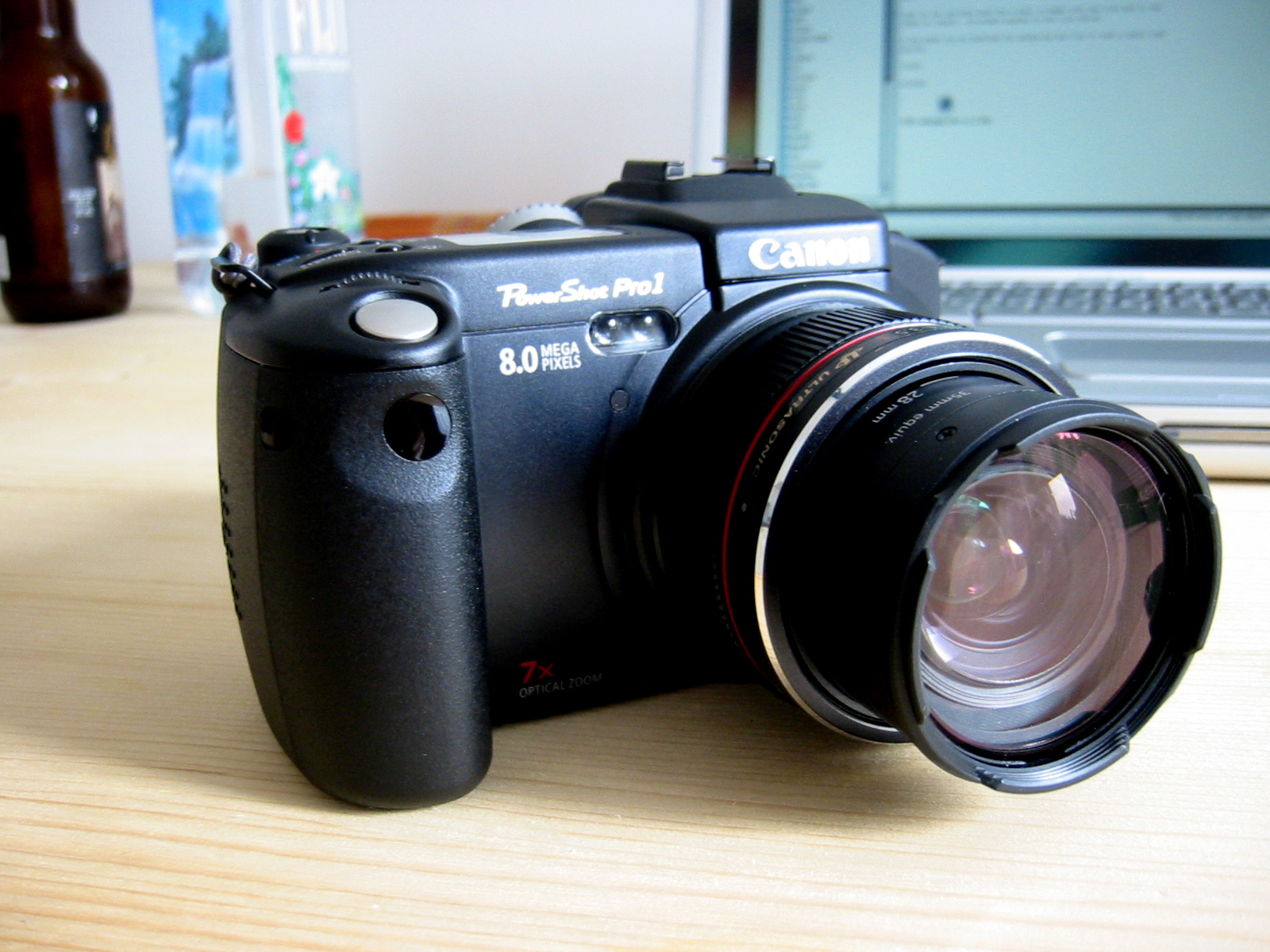
تصویر کانن پاورشات پرو ۱

کانن پاورشات پرو ۱ (به انگلیسی: Canon PowerShot Pro1) یک دوربین عکاسی کامپکت ساخت شرکت کانن است.